# Haselbach (Murr)
Der Haselbach ist ein fast 7 km langer Bach im Rems-Murr-Kreis im nördlichen Baden-Württemberg, der aus dem Norden kommend beim Weiler Bartenbach der Gemeinde Sulzbach an der Murr von rechts in die obere Murr mündet.

## Geographie

### Verlauf
Der Haselbach entspringt auf über 27 m ü. NHN einer Quelle am bewaldeten Südhang Schanze der von Feldern bedeckten, am Gipfel 552 m ü. NHN erreichenden Kuppe Altwald auf dem Gebiet der Gemeinde Großerlach. Von hier an fließt er über 6 km lang recht beständig nach Südsüdosten. Schon nach weniger als hundert Metern unterquert er die K 1903, die von der Talsteigenstrecke der B 14 im Westen her den Großerlacher Weiler Erlach im Osten erschließt und über die Hohe Brach weiter nach Grab läuft; hier tritt er auf die Gemeindegemarkung von Sulzbach an der Murr über, in die er nun bis zur Mündung verbleibt.
In seinem sich mehr und mehr eintiefendem, waldbestandenen Kerbtal, dem in diesem Abstand von beiden Seiten etliche meist unter einem Kilometer lange Seitenbäche zulaufen, manche davon bloße Hangbäche, zieht er weiter bis an den Rand des Murrtales. Nach weniger als einem Kilometer überquert ihn nochmals eine öffentliche Straße, die K 1811, die den nun schon Sulzbacher Weiler Liemannsklinge auf der linken Randhöhe an die B 14 anschließt, danach bleibt die Talmulde bis zur ersten Mühle im Untertal frei von öffentlichen Straßen; die zuweilen den Bachlauf begleitenden Waldwege halten sich meist an die Unterhänge.
Etwa 2,4 km unterhalb des Ursprung läuft auf etwa 370 m ü. NHN von links und Nordosten der 2,1 km lange Hüttenbach zu, ein in Länge wie Einzugsgebiet dem Hauptoberlauf nahe kommender linker Quellast. Er entspringt wenig höher als der Hauptast am Westabfall der Hohen Brach (586,9 m ü. NHN) und ist der bedeutendste Zufluss überhaupt. Abwärts weitet sich das Tal dann deutlich aus. Etwas mehr als vier Kilometer unterhalb des Ursprungs liegt erstmals eine Lichtung am linken Ufer, in der das Gebäude der Haselbachmühle steht, die über eine Straße am linken Hang mit dem Murrtal verbunden ist, die bald in der K 1810 aufgeht. Diese Kreisstraße hat auf der linken Randhöhe den Bach schon lange durch einige Höhenweiler hindurch begleitet und steigt nun aus Zwerenberg ab.
Nach zwei weiteren kleinen Lichtungen links am Lauf, an deren letzter ein Mühlkanal links abgeht und dann parallel zwischen dem Bach und der Straße am Unterhang läuft, verlässt der Haselbach den Wald zur Flurbucht seiner Talmündung wenige hundert Meter nördlich des Weilers Bartenbach. Im Weiler nimmt er nahe der Bartenbacher Mühle am Ortsrand den Mühlkanal wieder auf und biegt dann in der flachen Murrtalaue auf Westkurs. Weniger als einen halben Kilometer nach dem Ortsrand mündet er schließlich an einer Feldwegbrücke auf 269,4 m ü. NHN von rechts in die aus dem Ostsüdosten heranfließende obere Murr.

### Einzugsgebiet
Der Haselbach hat ein Einzugsgebiet von 8,7 km² Größe. Es liegt, naturräumlich gesehen, Schwäbisch-Fränkischen Wald; die Anteile rechts des Bachlaufs gehören darin dem Unterraum Südwestliche Löwensteiner Berge an, die links davor dem Hinteren Mainhardter Wald, ab seinem Talende läuft er im Unterraum Murrtal. Es erstreckt sich von der Flurkuppe Altwald ganz im Norden in Gestalt eines Schlauchs wechselnder Dicke südöstlich von Großerlach ungefähr 5,6 km weit südwärts bis zur Mündung westlich von Bartenbach; quer dazu erreicht es seine maximale Breite von 2,5 km am Oberlauf, wo der mit 2,1 km Länge ungewöhnlich große Zufluss Hüttenbach von der Hohen Brach her zufließt; sonst ist es deutlich weniger breit. Von den anderen oft nahe am Kerbtalhang entstehenden Zuflüssen ist das 1,1 km lange Brenntsbächle zum Unterlauf noch das längste.
Am höchsten liegt die nördliche Wasserscheide, hinter welcher der Fuchsbach über die oberen Fichtenberger Rot zum Kocher entwässert, sie zieht vom Nordwesteck über die Schwarzjura-Kuppe Altwald (552 m ü. NHN) hinüber zur nächsten Schwarzjura-Insel um die Hohe Brach (586,9 m ü. NHN) an der Nordostecke, deren Gipfel ist der höchste Punkt im Einzugsgebiet. Unmittelbare Konkurrenten sind jenseits der Fuchsbach und dann das Ochsenbächle mit ihren Zuflüssen.
Am Gipfel der Hohen Brach knickt die Scheidelinie nach Süden ab und läuft über den Höhenrücken vor dem Tal des aufwärtigen Murr-Zuflusses Harbachs im Osten auf meist zwischen 500 und 450 m ü. NHN bis an den Rand des Murrtals bei Harrenberg auf dem Harberg (unter 455 m ü. NHN), in welches sie dann südwestlich schnell nach Bartenbach absteigt, um schließlich westlich flach bis zu den unter 269,4 m ü. NHN an der Mündung in die Murr zu ziehen.
Von dort steigt die westliche Wasserscheide steil nördlich an auf den Utschberg (429,4 m ü. NHN) und läuft dann vor dem abwärtigen Murr-Zufluss Fischbach weiter langsam und unregelmäßig aufwärts bis zurück zum Altwald, wo sie erst einen guten halben Kilometer vor der Nordwestspitze die Höhenlinie von 500 m ü. NHN nach oben überschreitet. Der Fischbach hat zur Haselbachseite her etwas längere Zuflüsse als der Harbach, weswegen trotz seiner größeren Entfernung die westliche Wasserscheide meist dichter am Haselbach läuft als die östliche.
Etwa auf zwei Dritteln des Einzugsgebietes steht Wald. Er erfüllt die Talmulde bis fast an den Rand des Murrtales, während auf der Altwald-Kuppe ganz im Norden wie vor allem auf den Randhöhen rechts und mehr noch links größere Flurflächen darin um kleine Weiler liegen.
Im Tal gibt es Besiedlung nur am Unterlauf, hier liegt der Siedlungsplatz Haselbachmühle links des Laufs in einer kleinen Lichtung. Wenig später tritt der Bach durch den Weiler Bartenbach ins Murrteil ein, es ist der größte Ort im Einzugsgebiet. An der nördlichen Wasserscheide liegt der Großerlacher Weiler Erlach, der einzige nicht zur Gemeinde Sulzbach an der Murr gehörende Siedlungsplatz. Auf der rechten Wasserscheide liegt nur Berwinkel, auf der linken Randhöhe liegt im Norden Liemannsklinge auf dem Mündungssporn des Hüttenbachs in eigener Rodungsinsel, es folgen nach Süden zu in einem zusammenhängenden langen Flurstreifen die von der K 1810 erschlossenen Weiler Eschenstruet und Bushof klar diesseits der Wasserscheide, dann Hager und Zwerenberg an ihr.
Etwa 0,5 km² des Einzugsgebietes ganz im Norden gehören zur Gemeinde Großerlach, das übrige zu Sulzbach an der Murr.

### Zuflüsse und Seen
Liste der Zuflüsse und  Seen von der Quelle zur Mündung. Gewässerlänge, Seefläche, Einzugsgebiet und Höhe nach den entsprechenden Layern auf der Onlinekarte der LUBW. Andere Quellen für die Angaben sind vermerkt.
Ursprung des Haselbachs auf über 525 m ü. NHN etwa 1,0 km südsüdöstlich der Ortsmitte von Großerlach am Südhang Schanze des Altwaldes im Wald. Der Bach läuft von Anfang an und bis zu seinem Eintritt in die Murr-Aue südsüdöstlich bis südlich. Schon nach etwa 100 Metern Hanglaufs wechselt er unter der K 1903 von der B 14 nach Großerlach-Erlach hindurch auf die Gemarkung von Sulzbach an der Murr.
- (Waldklingenbach), von links und Ostnordosten auf etwa 452 m ü. NHN kurz vor der Talquerung der K 1817 B 14–Sulzbach-Liemannsklinge, 0,7 km und ca. 0,3 km². Entsteht auf etwa 505 m ü. NHN am Westrand von Erlach und läuft am Nordrand des Waldgewanns Hüttenschlag.
- (Waldklingenbach), von links und Ostnordosten auf etwa 440 m ü. NHN kurz nach der K 1811, 0,7 km und ca. 0,2 km². Entsteht auf etwa 505 m ü. NHN südlich von Erlach und durchläuft das Waldgewann Hohlklingen.
- (Hang- und Waldklingenzufluss), von links und Ostnordosten auf etwa 406 m ü. NHN westlich des Sulzbacher Weilers Liemannsklinge, 0,5 km und über 0,1 km². Entspringt auf etwa 477 m ü. NHN im Nahbereich von Liemannsklinge.
- (Waldklingenbach), von rechts und Westen auf etwa 401 m ü. NHN östlich des Sulzbacher Weilers Berwinkel, 0,4 km und über 0,2 km². Entsteht auf unter 450 m ü. NHN östlich von Berwinkel und hat frühen Zulauf von der Quelle Lochbrunnen am rechten Hang.
- Hüttenbach, von links und Nordosten auf 369,5 m ü. NHN[LUBW 2] am Fuß des Sulzbacher Weilers Bushof, 2,1 km und ca. 1,8 km². Entsteht auf etwa 530 m ü. NHN im Brenntenwald am Westhang der Hohen Brach (586,4 m ü. NHN).
Bis zu diesem Zufluss ist der Hauptlauf erst 2,4 km lang und hat ein Einzugsgebiet von erst ca. 2,3 km².
  - Busbach, von links und Osten auf etwa 388 m ü. NHN nordnordwestlich des Bushofs wenig vor der Hüttenbachmündung, 0,9 km und unter 0,4 km². Entsteht auf etwa 480 m ü. NHN wenig südöstlich von Sulzbach-Eschenstruet.
    -  Durchfließt zwischen 475 und 465 m ü. NHN zwei Weiher südlich von Eschenstruet, zusammen 0,5 ha.
- (Waldklingenbach), von rechts und Nordwesten auf etwa 366 m ü. NHN wenig nach dem vorigen, 0,5 km und unter 0,3 km². Entfließt auf etwa 452 m ü. NHN südöstlich von Berwinkel dem obersten der drei Greutseen.
  -  Fließt ab aus dem ersten Greutsee und durchfließt die anderen zwei zwischen 452 und 440 m ü. NHN vor dem Waldeintritt, zusammen unter 0,1 ha.
- (Waldhangbach), von rechts und Nordwesten auf etwa 345 m ü. NHN an einer Überquerung des Haselbachs durch einen Waldweg westlich-unterhalb von Sulzbach-Hager, 0,6 km und unter 0,2 km². Entspringt auf etwa 453 m ü. NHN an einem Wegkreuz im beginnenden Großen Femelwald südlich von Berwinkel.
- (Waldklingenbach durchs Gewann Vorhalde), von links und Osten auf etwa 339 m ü. NHN westsüdwestlich von Hager, 0,8 km und über 0,2 km². Entsteht auf etwa 477 m ü. NHN im Waldrand bei Hager.
- (Hangbach), von links und Osten auf etwa 330 m ü. NHN etwa 0,4 km nördlich von Sulzbach-Haselbachmühle, 0,8 km und ca. 0,2 km². Entsteht auf etwa 477 m ü. NHN südlich von Hager neben der K 1810 im Wiesengewann Zeil und durchläuft an der Talflanke das Waldgewann Erdfall.
- (Waldhangbach), von rechts und Westen auf etwa 318 m ü. NHN wenig nördlich der Haselbachmühle, 0,5 km und unter 0,2 km². Entsteht auf etwa 428 m ü. NHN nahe dem Hohen Weg im Großen Femelwald.
- (Hangbach), von links und Ostnordosten auf etwa 302 m ü. NHN in der ersten Lichtung unterhalb der Haselbachmühle, 0,6 km und ca. 0,3 km². Entsteht auf etwa 380 m ü. NHN an der Steigenserpentine der K 1810 von Sulzbach-Zwerenberg ins Tal herab.
- Brenntsbächle, von links und Ostnordosten auf etwa 298 m ü. NHN in der zweiten Lichtung unterhalb der Haselbachmühle, 1,1 km und ca. 0,5 km². Entsteht auf etwa 430 m ü. NHN an einem Feldwegrand südöstlich von Zwerenberg und durchläuft dann größtenteils die bewaldete Brenntsklinge.
- → (Abgang des Mühlkanals zur Bartenbacher Mühle), nach links auf etwa 295 m ü. NHN am Ende der beim vorigen genannten Tallichtung.
- (Waldhangbach), von links und Osten auf unter 290 m ü. NHN in der inzwischen dauerhaft offenen Talflur in den Mühlkanal, 0,6 km und unter 0,2 km². Entsteht auf etwa 430 m ü. NHN am Waldrand zum Flurschlauch südlich von Zwerenberg.
- ← (Rücklauf des Mühlkanals zur Bartenbacher Mühle), von links auf rund 270 m ü. NHN verdolt in Sulzbach-Bartenbach, 1,1 km. Der Bach dreht in der Ortschaft aus zuletzt südlichem auf Westkurs.

Mündung des Haselbachs von rechts und zuletzt Osten auf unter 296,4 m ü. NHN an einer Feldwegbrücke etwa 0,6 km westlich von Sulzbach-Bartenbach in die obere Murr. Der Haselbach ist 6,7 km lang und hat ein 8,7 km² großes Einzugsgebiet.

## Geologie
Der Ursprung des Haselbachs liegt im Schwarzjura der Altwald -Kuppe, einer der Schwarzjurainseln an der Wasserscheide zwischen den Talsystemen der Fichtenberger Rot im Ostnordosten und der Murr im Südsüdwesten, zu der auch die Kappe der mit 586,9 m ü. NHN höchsten Erhebung Hohen Brach des ganzen Schwäbisch-Fränkischen Waldes zählt, an der der große Zulauf Hüttenbach entspringt. Er tritt dann bald in den Mittelkeuper über, in dem er bis zuletzt bleibt. Im unteren läuft er dabei überwiegend im Gipskeuper (Grabfeld-Formation), der Westlauf zuletzt im flachen Murrtal liegt in dessen Hochwassersediment.
Das untere Tal wird von Störungslinien der weitreichenden Senkungszone Neckar-Jagst-Furche von Westsüdwest nach Ostnordost gequert.

## Natur und Schutzgebiete
Das Einzugsgebiet liegt ganz im Naturpark Schwäbisch-Fränkischer Wald. Im verkehrsfernen Klingental und seinen Nebenklingen gibt es etliche Feuchtbiotope mit naturnahen Bachläufen, Stürzen über Sandsteinbänke, Feuchtwiesen, Erlen-Eschen-Talwäldern und einem Quellwald. Beidseits des Hüttenbachs gibt es jeweils ein Wasserschutzgebiet. Die Altwald-Kuppe ist Teil des Landschaftsschutzgebietes Fichtenberger Rot-, Murr- und Fornsbachtal mit angrenzenden Höhenzügen, im Untertal und am linken Talhang südlich von Zwerenberg liegen die zwei Teile des Landschaftsschutzgebietes Haselbachtal.

### LUBW
Amtliche Online-Gewässerkarte mit passendem Ausschnitt und den hier benutzten Layern: Lauf und Einzugsgebiet des Haselbachs

Allgemeiner Einstieg ohne Voreinstellungen und Layer: Daten- und Kartendienst der Landesanstalt für Umwelt Baden-Württemberg (LUBW) (Hinweise)
1. 1 2  Höhe nach dem Höhenlinienbild auf dem Hintergrundlayer Topographische Karte.
2. 1 2 3 4 5 6  Höhe nach grauer Beschriftung auf dem Hintergrundlayer Topographische Karte.
3. 1 2  Länge nach dem Layer Gewässernetz (AWGN).
4. 1 2  Einzugsgebiet nach dem Layer Basiseinzugsgebiet (AWGN).
5. ↑  Seefläche nach dem Layer Stehende Gewässer.
6. ↑  Einzugsgebiet abgemessen auf dem Hintergrundlayer Topographische Karte.
7. ↑  Schutzgebiete nach den einschlägigen Layern, Natur teilweise nach dem Layer Biotop.

### Andere Belege
1. ↑  Wolf-Dieter Sick: Geographische Landesaufnahme: Die naturräumlichen Einheiten auf Blatt 162 Rothenburg o. d. Tauber. Bundesanstalt für Landeskunde, Bad Godesberg 1962. → Online-Karte (PDF; 4,7 MB)
2. ↑  Hansjörg Dongus: Geographische Landesaufnahme: Die naturräumlichen Einheiten auf Blatt 171 Göppingen. Bundesanstalt für Landeskunde, Bad Godesberg 1961. → Online-Karte (PDF; 4,3 MB)
3. ↑  Geologie nach den Layern zu Geologische Karte 1:50.000 auf: Mapserver des Landesamtes für Geologie, Rohstoffe und Bergbau (LGRB) (Hinweise). Ein ähnliches Bild bietet die unter → Literatur aufgeführte geologische Karte.